# Oregon (Missouri)
Pour les articles homonymes, voir Oregon (homonymie).
La ville d’Oregon est le siège du comté de Holt, situé dans l’État du Missouri, aux États-Unis. Sa population s’élevait à 857 habitants lors du recensement de 2010, estimée à 771 habitants en 2016.